# Benjamin Baier (Poolbillardspieler)
Benjamin Baier (* 1986 in Konstanz) ist ein deutscher Poolbillardspieler.

## Karriere
Im Alter von dreizehn Jahren begann Benjamin Baier beim BSV Konstanz Billard zu spielen.
Bei der Deutschen Jugend-Meisterschaft 2004 wurde er Neunter im 8-Ball und im 9-Ball der A-Junioren. Im Oktober 2006 gelang ihm bei den Swiss Open erstmals der Einzug in die Finalrunde eines Euro-Tour-Turniers. Im Sechzehntelfinale schied er jedoch gegen den Tschechen Roman Hybler aus. Im selben Jahr gewann er zudem den German Grand Prix in Sindelfingen. Bei der Deutschen Meisterschaft 2007 erreichte er den fünften Platz im 9-Ball. Im August 2010 erreichte er das Achtelfinale der Finland Open und unterlag dort dem Engländer Karl Boyes.
Im Mai 2014 wurde Baier beim One-Pocket-Wettbewerb des Deurne City Classic Dritter.
Nach dem Abitur am Heinrich-Suso-Gymnasium in Konstanz wechselte Benjamin Baier 2005 zum PP Böblingen und spielte mit diesem zwei Jahre in der Baden-Württemberg-Liga. Nachdem er in der Saison 2007/08 mit dem PBC Aalen in der Oberliga gespielt hatte, wechselte er zum Bundesligisten BC Sindelfingen, mit dem er in der Saison 2008/09 Deutscher Meister wurde. Baier belegte dabei gemeinsam mit seinen Mannschaftskollegen Jörn Kaplan und Marco Tschudi mit 22:6-Partien den ersten Platz in der Einzelwertung. In der Saison 2009/10 spielte Baier mit dem BC Feuersee in der 2. Bundesliga und anschließend mit dem PBC Aalen in der Regionalliga.
Im Sommer 2011 wechselte Baier zum BV Fortuna Straubing. Mit diesem wurde er 2012 Zweiter der 2. Bundesliga, wobei er den ersten Platz in der Einzelwertung erreichte. 2013 folgte mit der Zweitliga-Meisterschaft der Aufstieg in die 1. Bundesliga. Dort kam Baier mit Fortuna Straubing in der Saison 2013/14 auf den dritten Platz und 2014/15 auf den vierten Platz. 2018 wechselte Benjamin Baier zum BC Queue Hamburg. Mit diesem stieg er in der Saison 2023/2024 in die 1. Bundesliga auf.